# Équation polaire
Le plan est muni d'un repère orthonormal {\displaystyle (\mathrm {O} ,{\vec {i}},{\vec {j}})}.
Si {\displaystyle f} est une fonction numérique, on peut considérer l'ensemble des points M dont un système de coordonnées polaires {\displaystyle (\rho ,\theta )} vérifient l'équation :
{\displaystyle \rho =f(\theta )}.
On dit que la courbe plane en question a pour équation polaire : 
{\displaystyle \rho =f(\theta )}.
Si {\displaystyle \rho =0}, on placera alors le point M à l'origine du repère bien qu'en toute théorie, on ne puisse plus définir l'angle {\displaystyle ({\vec {i}},{\vec {OM}})}.
Si une courbe possède une équation polaire et si l'intervalle {\displaystyle \left[\theta _{1},\theta _{2}\right]} est inclus dans le domaine de définition, la restriction de la courbe à cet intervalle peut être parcourue en tournant dans le sens trigonométrique de l'angle {\displaystyle \theta _{1}} à l'angle {\displaystyle \theta _{2}}.

## Base mobile
On introduit pour chaque valeur de θ une base orthonormale directe {\displaystyle \left({\vec {u}}(\theta ),{\vec {v}}(\theta )\right)}, obtenue par rotation de θ à partir de la base {\displaystyle \left({\vec {i}},{\vec {j}}\right)}. Ainsi
{\displaystyle {\vec {u}}(\theta )={\begin{pmatrix}\cos \theta \\\sin \theta \end{pmatrix}}\qquad {\vec {v}}(\theta )={\begin{pmatrix}-\sin \theta \\\cos \theta \end{pmatrix}}={\vec {u}}(\theta +{\frac {\pi }{2}})}.
On s'efforcera d'exprimer toutes les notions géométriques à l'aide de cette base. Cependant comme ces deux vecteurs dépendent de θ, il ne faut pas oublier de les dériver eux aussi.
{\displaystyle {\frac {\mathrm {d} {\vec {u}}}{\mathrm {d} \theta }}={\vec {v}}\qquad {\frac {\mathrm {d} {\vec {v}}}{\mathrm {d} \theta }}=-{\vec {u}}}.
Remarque : dériver ces vecteurs revient à leur faire subir une rotation de π/2.

### Vecteur position
Par définition même des coordonnées polaires,
{\displaystyle {\vec {u}}} est un vecteur unitaire colinéaire et de même sens que {\displaystyle {\vec {OM}}} et ainsi
{\displaystyle {\vec {OM}}=f(\theta ){\vec {u}}}.
Couplée avec les formules de dérivation des vecteurs u et v ci-dessus, cette formule permet de calculer tous les objets de géométrie différentielle usuels.

### Tangente à la courbe
Si la fonction {\displaystyle f} est dérivable alors 
{\displaystyle {\frac {\mathrm {d} {\vec {OM}}}{\mathrm {d} \theta }}=f'(\theta ){\vec {u}}(\theta )+f(\theta ){\vec {v}}(\theta )}.
Si ce vecteur est non nul, il est un vecteur directeur de la tangente (T) à la courbe au point associé à {\displaystyle \theta }. Alors pour tout point M distinct de l'origine, l'angle {\displaystyle V} entre le vecteur {\displaystyle {\vec {OM}}} et le vecteur tangent {\displaystyle {\frac {\mathrm {d} {\vec {OM}}}{\mathrm {d} \theta }}} vérifie donc :
{\displaystyle \tan V={\frac {f(\theta )}{f'(\theta )}}} si {\displaystyle f'(\theta )\neq 0},
{\displaystyle V=\pm {\frac {\pi }{2}}} si {\displaystyle f'(\theta )=0}.

### Abscisse curviligne
Si l'origine est prise en {\displaystyle \theta _{0}} alors l'abscisse curviligne, c’est-à-dire la longueur algébrique de la courbe entre le point {\displaystyle M(\theta _{0})} et {\displaystyle M(\theta _{1})}, est :
{\displaystyle \int _{\theta _{0}}^{\theta _{1}}{\sqrt {f'^{2}(\theta )+f^{2}(\theta )}}\,\mathrm {d} \theta }.

### Rayon de courbure
Le rayon de courbure est le rayon du cercle tangent à (T) et qui approche « au mieux » la courbe.
Si la fonction {\displaystyle f} est deux fois dérivable, et si {\displaystyle 2f'^{2}(\theta )+f^{2}(\theta )-f(\theta )f''(\theta )} est non nul, le rayon de courbure est :
{\displaystyle {\frac {(f'^{2}(\theta )+f^{2}(\theta ))^{3/2}}{2f'^{2}(\theta )+f^{2}(\theta )-f(\theta )f''(\theta )}}}.

### Point d'inflexion
Si la fonction {\displaystyle f} est deux fois dérivable, les points d'inflexion se trouvent parmi les points qui annulent la quantité {\displaystyle 2f'^{2}(\theta )+f^{2}(\theta )-f(\theta )f''(\theta )}. L'annulation de cette grandeur exprime en effet que les deux premières dérivées vectorielles du rayon-vecteur sont colinéaires.

## Branches infinies
Pour étudier une branche infinie quand {\displaystyle \theta \to \theta _{0}}, on utilise les coordonnées cartésiennes dans la base {\displaystyle \left({\vec {u}}(\theta _{0}),{\vec {v}}(\theta _{0})\right)}.

## Équations polaires paramétriques
Si la courbe est donnée par une équation polaire paramétrique r(t), θ(t), les vecteurs vitesse et accélération peuvent être calculés dans la base mobile ; on note par un point la dérivation par rapport au paramètre t :
{\displaystyle {\vec {V}}={\dot {r}}{\vec {u}}+r{\dot {\theta }}{\vec {v}}} ;
{\displaystyle {\vec {A}}=({\ddot {r}}-r{\dot {\theta }}^{2}){\vec {u}}+(r{\ddot {\theta }}+2{\dot {r}}{\dot {\theta }}){\vec {v}}}.

## Référence
1. ↑  Jean-Pierre Escofier, Toute l'analyse de la licence, Dunod, 2020 (lire en ligne), p. 447.